# 호르스트 슈만
호르스트 슈만(독일어: Horst Schumann, 1906년 5월 1일 ~ 1983년 5월 5일)는 나치 독일의 의사로, 요제프 멩겔레의 오른팔 역할을 했다.

## 생애
호르스트 슈만은 의사였던 아버지 파울 슈만의 아들로써 작센-안할트 주의 할레에서 태어났다. 1906년 개업의 셋째 아들로 태어난 그는 부모의 이혼으로 어린 시절을 불행하게 보낸 후 대학 재학 중이던 1930년에 나치당에 입당했다 그 후 1932년에 돌격대에도 입대했으며 1933년에는 의학박사 학위를 취득한 후 할레 대학병원의 외과의사 조수로 일했다. 1934년부터 할레의 국립건강사무소에서 일했고 1939년에 공군에 징병되어 공군 군의가 되었다.
호르스트 슈만은 이때까지만 해도 딱히 특별한 것이 없던 인물이였지만 그의 인생에 큰 변화가 일어난 것은 한통의 전화를 받으면서부터 시작되었다. 1939년 10월 초 총통실에서 전화가 걸려왔는데 그 내용은 안락사 프로그램에 참여하라는 의무보건 담당 수석비서의 권유 전화였다. 이에 호르스트 슈만은 자신의 아버지와 상의한 후 일주일 동안 고민한 끝에 그 제안을 수락했다.

## 수용소 근무 생활
1939년 10월 초에 나치스의 장애자 안락사 계획인 T4 작전에 참가한 슈만은 뷔르템베르크의 그라페네크에서 안락사 책임자가 되었다. 그는 주로 일산화탄소를 이용한 가스살해를 실시했다, 그 다음 1940년 6월에는 존넨슈타인(Sonnenstein)에 있는 가스 실험실에 책임자로 임명된 후 실험 대상자를 물색하고자 종종 아우슈비츠에 들르기도 했다. 그러다가 1941년 7월 28일에 아우슈비츠 수용소로 부임한 슈만은 요제프 멩겔레를 비롯한 다른 의사들하고 동료로서 아주 친하게 지냈으며 그들과 함께 아우슈비츠에서 X선을 이용한 불임화와 거세실험을 실시했는데 이 실험이 그 악명높은 "X-선 실험"이다. 그는 아우슈비츠 가스 실험실의 책임자로 임명된 뒤 실험 대상자를 물색하고자 종종 아우슈비츠에 들러 다른 친위대원들과는 달리 유대인 수감자들에게 부드러운 목소리로 존칭까지 사용하며 말을 건넸는데, 이러한 그의 태도 때문에 유대인들은 쉽게 속아 넘어 갔고, 호르스트 슈만의 말을 믿고 유대인들이 휴양소라고 알고 갔던 곳은 호르스트 슈만이 운영하던 존넨슈타인 가스실이었다. 1942년 가을, 가스실 전문가로 인정받게 된 호르스트 슈만은 총통실의 명령을 받아 아우슈비츠 수용소의 의학실험실에 부임했다, 당시 아우슈비츠에는 거세 방법을 연구하는 학자들도 많았는데 그 대표적인 사람이 호르스트 슈만이였다. 그는 힘러로부터 매일 3000~4000명의 포로들의 생식능력을 제거할 수 있는 방법을 찾으라는 명령을 받았고, 빅터 브라크와 함께 연구해서 고안한 것이 X-선 불임장치였다.
이후 호르스트 슈만은 이 의학 장치를 가지고 의학실험실에 부임하게 되었고 그가 이 장치로 실행한 생체실험은 실험집단을 대상으로 방사선을 이용했을 때 불임 가능성 여부를 실험해보는 것이였다. 유대인 수감자들 사이에서 다른 친위대 장교들과는 달리 정중하고 조용한 사람으로 소문난 슈만은 실험대상자들을 직접 자기 손으로 골랐다 그는 젊고 건강한 유대인 남녀만을 골라서 여러 차례 방사선을 쏘이게 했는데, 그 결과는 참혹했다. 방사선에 쬔 부분은 화상을 입고 곪아버렸으며, 이런 증세는 내장에까지도 영향을 끼쳤다고 하며 결국 피해자들을 살이 썩어들어가거나 화상으로 인한 고통에 시달리며 사망해갔다. 게다가 무엇보다도 이 실험은 방사능으로 인한 사후 피해가 문제가 되었는데 특히 어린이와 청소년들은 이 방사선으로 인해 2차성징에 장애가 생기는 심각한 문제점이 생겼고 이로 인해 수많은 아이들이 죽을 때까지 후유증에 시달려야 했다. 호르스트 슈만은 포로 중에서 10대 후반에서 20대 초반의 젊은이들을 선발한 다음 그들을 발가벗기고 5-8분 동안 X-선을 쐬었다. 그리고 결과를 확인하기 위해 그는 고무호스를 팽팽하게 덮씌운 막대기를 희생자의 항문에 쑤셔넣고서 남자의 전립선을 건드려 정액이 나올 때까지 자극해 정액이 나오는지 안 나오는지 실험의 성공 여부를 확인하기도 했다. 또한 실험의 결과를 확인하기 위해서 방사선을 쬔 남자의 고환과 여자의 나팔관 끝에서 난소를 잘라내기도 했는데, 물론 실험조건을 변화시키지 않기 위해 이러한 실험을 실시할 때에는 마취도 하지 않은 상태였고 이로 인해 무지막지한 고통속에 자신들의 성기가 잘라져야 했다. 이렇게 해서 개발한 그의 거세장치는 매일 1천명의 사람들을 불임시켰고, 호르스트 슈만의 불임화 실험에 사용된 여자 수인들은 거의 모조리 사망했다. 살아남은 자도 수 개월에 걸쳐서 불임효과를 조사하기 위해서 생식기관을 절개당해야 했다. 이 실험은 주마다 2, 3차에 걸쳐 이루어졌는데 한 번에 약 30명 정도의 여성이 실험대상이 되었다고 하며 또한 남자 수인들에겐 고환만을 적출하여 태양광선에 쬐는 실험을 했으며 호르스트 슈만은 그렇게 잘라진 고환과 난소를 잘라내서 브레슬라우에 있던 법의학연구소로 보내기도 했다. 이러한 실험에 사용된 것은 젊은 건강한 남자들이었는데 특히 그리스의 유대인이 많았다고 한다.
그러나 그가 수많은 유대인들을 희생시켜서 얻은 결론은 너무도 단순했다. 1944년 4월 친위대 사령관 하인리히 힘러에게 제출된 호르스트 슈만의 보고서에 의하면, "불임 시술에 방사선을 이용하는 것은 별 가치가 없다"는 것이였다. 왜냐하면 고환이나 난소를 제거하는 데에는 6~7분이 소요되고 그 결과도 확실한 데에 비해서 방사선 시술은 더 많은 비용이 들면서도 효과가 매우 낮기 때문이였다고 한다.

## 전후 생활
그러다가 1944년에 아우슈비츠를 떠나 작센의 군 병원으로 이동한 슈만은 서부전선에서 군의관으로 일하다가 1945년 1월에 멩겔레와 비슷하게 미군의 포로가 되었다. 그러나 독일의 패전 후인 1945년 10월에 호르스트 슈만은 석방되었고, 1946년에 그라트벡의 스포츠 관련 의사로 일하면서 전쟁이 끝난 후 한동안 별다른 일 없이 평안하게 지냈다, 그러나 1951년에 사냥 엽총면허증을 발급받으려고 제출한 신청서의 심사 과정에서 경찰 당국은 그가 수배 인물임을 파악하였고 체포영장이 발부되자 낌새를 느낀 그는 여권도 없이 곧바로 해외로 달아났다.
호르스트 슈만은 처음에는 미국을 전전했다 호르스트 슈만이 한동안 어디에 있는지 파악이 되지 않았으나 우연한 기회에 밝혀지게 되었다. 독일에서 발간되는 "그리스도와 세계"라는 잡지에 아프리카 가나의 오지에서 의학기술을 베푸는 '제2의 슈바이처 박사'라는 기사가 사진과 함께 소개된 것이 결정적이였다. 호르스트 슈만은 가나의 국가수반인 콰메 은크루마가 이끄는 은크루마 정권이 자신을 끝까지 지켜줄 것이라고 믿었지만 1966년 은크루마 정권이 무너지게 되자 곧바로 독일로 이송되었다. 결국 마지막엔 아프리카의 가나까지 달아나기도 했지만 결국 1966년에 가나에서 붙잡혀서 서독정부에 인계되었던 것이다.
1970년 9월에 슈만의 재판이 시작되었다. 슈만은 잡히기 이전부터 이미 나치 독일의 강제수용소에서 1만 5천여명을 학살한 혐의가 있었던 강제수용소 의사로 재판을 받았는데, 호르스트 슈만은 24일 죽음의 감방에서 치명적인 일산화탄소 가스를 집어넣는 버튼을 자기가 눌렀었다고 자백했으며 그는 1만 4천 5백명의 장애인과 정신질환자인 독일 사람과 약 8백여명의 전쟁포로를 학살한 사실을 인정했다, 그러나 6년 간의 수감 생활 끝에 법원은 1972년 7월 29일에 건강상의 이유를 들어 호르스트 슈만을 형무소에서 풀려나게 했다, 의사들의 진단서에는 그의 병세가 매우 위중하다고 기록되어 있지만 그는 11년이 넘는 시간 동안 살았다고 한다. 그러다가 11년 후인 1983년 5월 5일 호르스트 슈만은 77세라는 나이로 천수를 누리고 사망했다.

## 같이 보기
- 홀로코스트
- 요제프 멩겔레

### 참고 문헌
- Robert Jay Lifton, (1986) The Nazi Doctors: Medical Killing and the Psychology of Genocide. New York: Basic Books.
- Klee, Ernst. "Turning the tap on was no big deal", (1990) - The gassing doctors during the Nazi period and afterwards, Dachau Review 2, History of Nazi Concentration Camps, Studies, Reports, Documents, Volume 2. edited by Wolfgang Benz and Barbara Distel, published for the Comite International de Dachau, Brussels. Verlag Dachauer Hefte, Alte Roemerstrasse 75, 8060 Dachau.
- Klodzinski, Stanislaw: "Sterilisation und Kastration durch Röntgenstrahlen im Auschwitz-Lager. Verbrechen Horst Schumann" in Internationales Auschwitz-Komitee (Hrsg.) "Unmenschliche Medizin" Anthologie, Bd. 1, Teil 2, Warschau 1969.
- Mitscherlich, Alexander/Mielke, Fred: "Medizin ohne Menschlichkeit", Frankfurt a. M. 1978, ISBN 3-596-22003-3
- Lang, Hans-Joachim: Die Frauen von Block 10. Medizinische Experimente in Auschwitz. Hamburg 2011. ISBN 978-3-455-50222-0.